# Stenkross

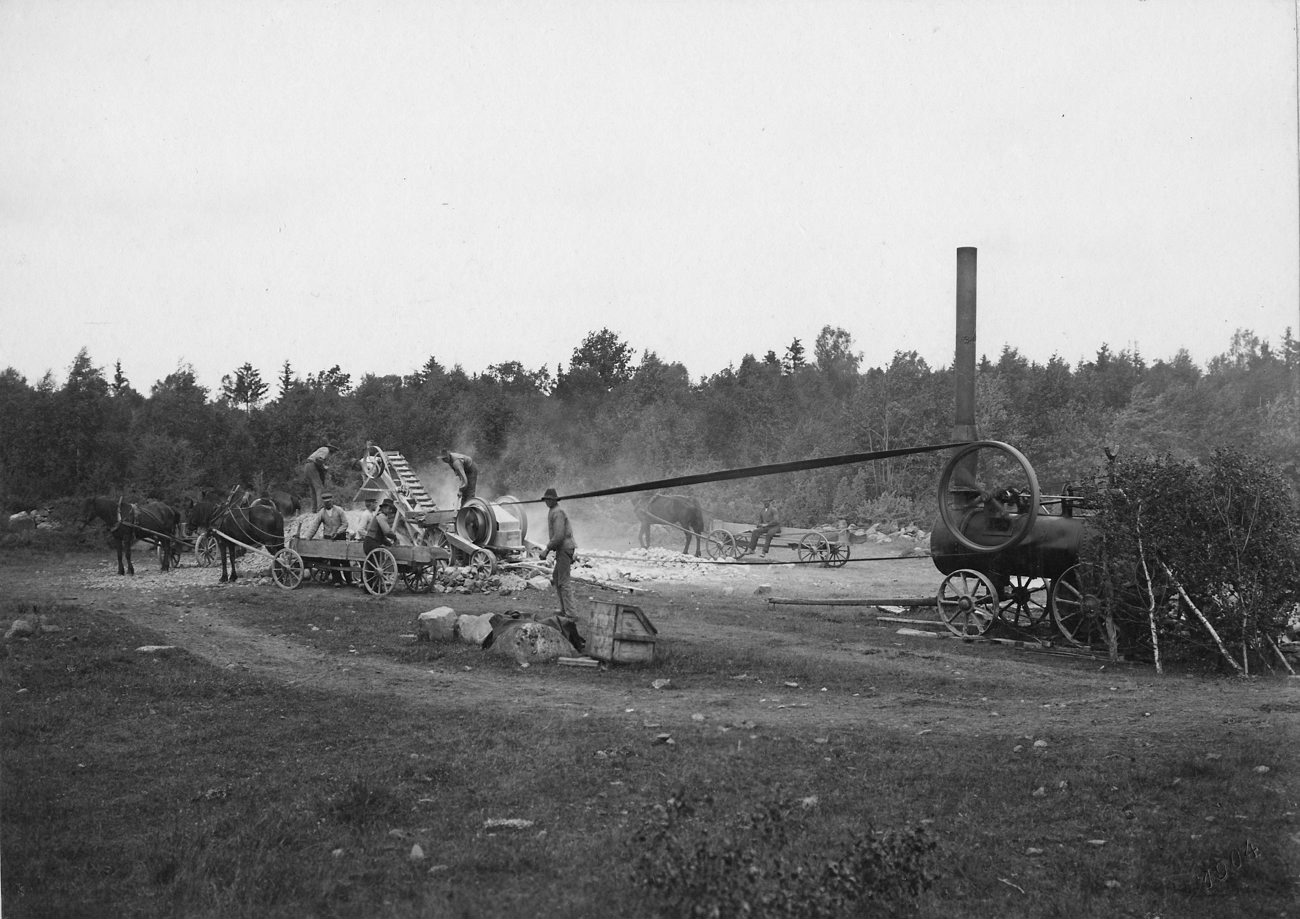
Stenkrossningsmaskin i Torsås 1904.

Principen för ett krossverk

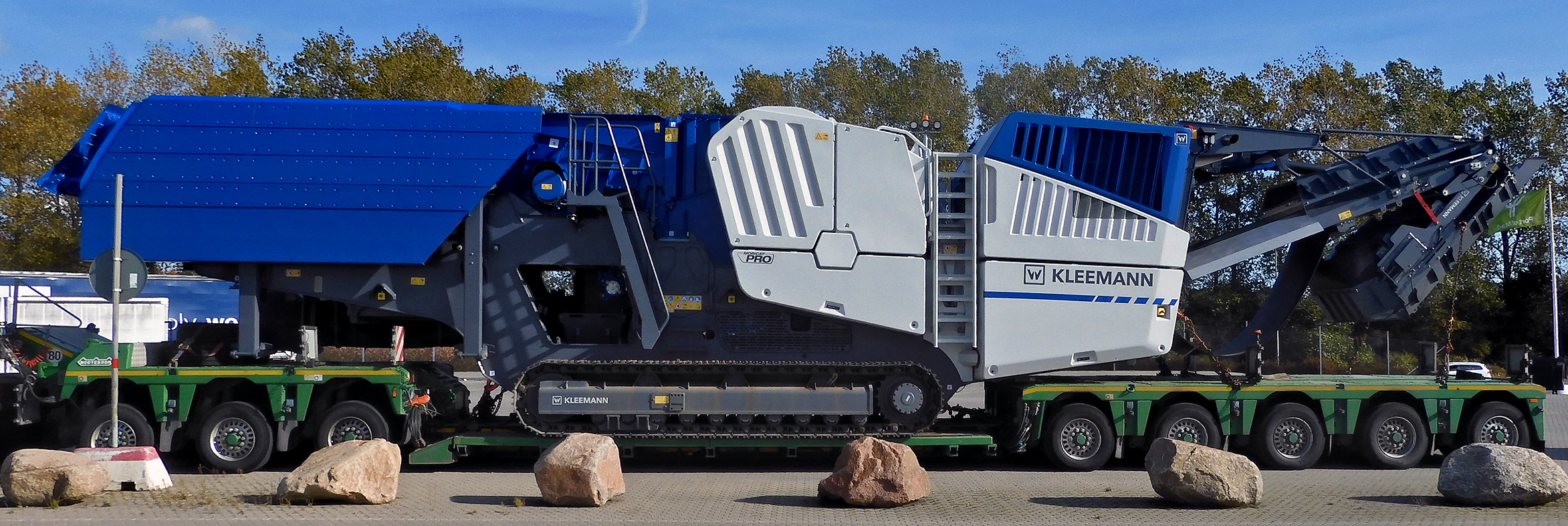
En ny mobil stenkross i Ystads hamn för transport till Polen i oktober 2024.

En stenkross är en maskin för att krossa stora stycken av sten eller malm till mindre stycken i syfte att framställa krossgrus eller möjliggöra fortsatt anrikning av malmen. Stampverk är en äldre typ av stenkross som användes inom gruvindustrin.
En svensk tillverkare omkring sekelskiftet 1800/1900 var Svalöfs Maskin Verkstäder.

## Galleri

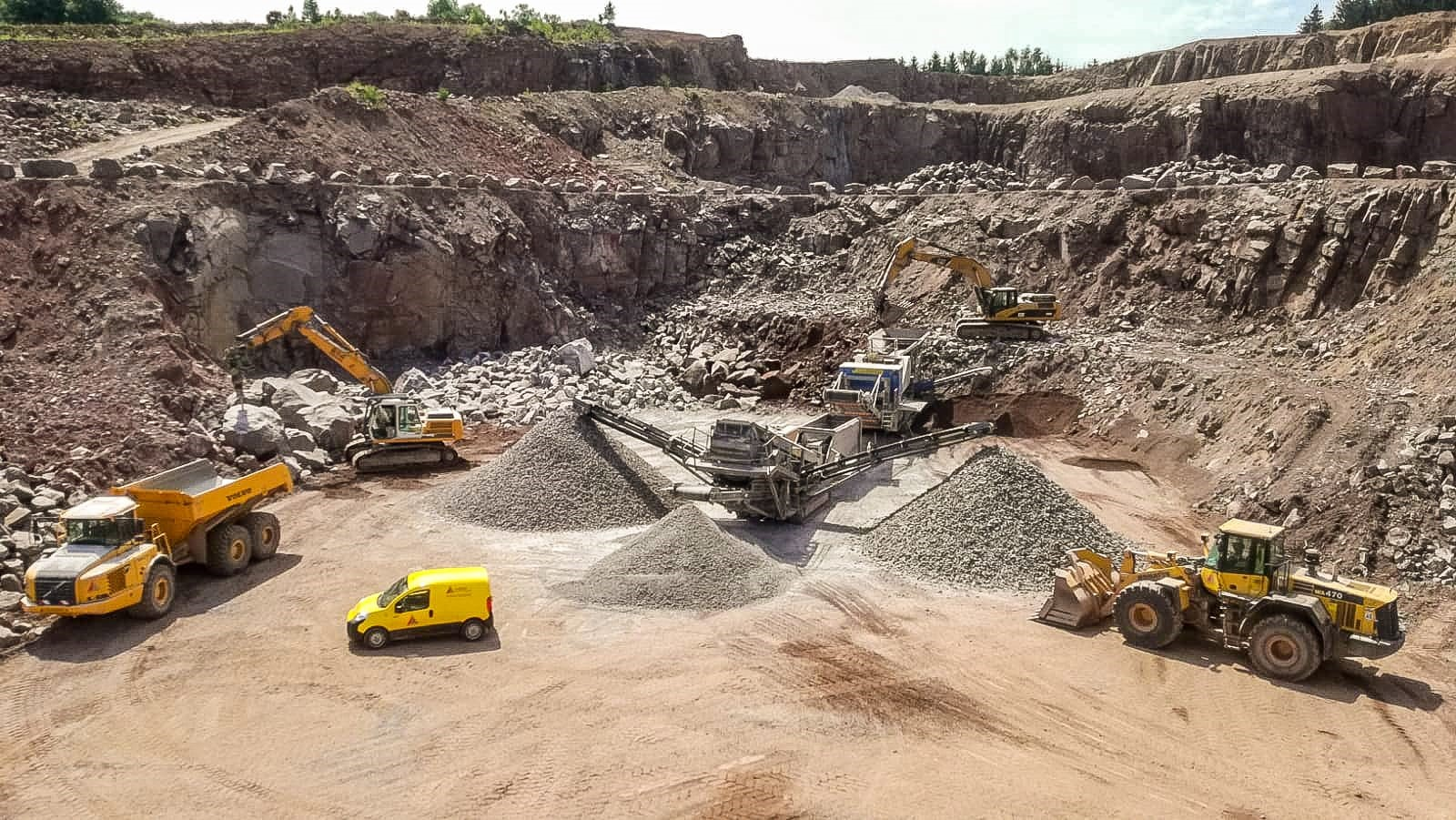
Mobil stenkross i ett stenbrott i Frankrike.
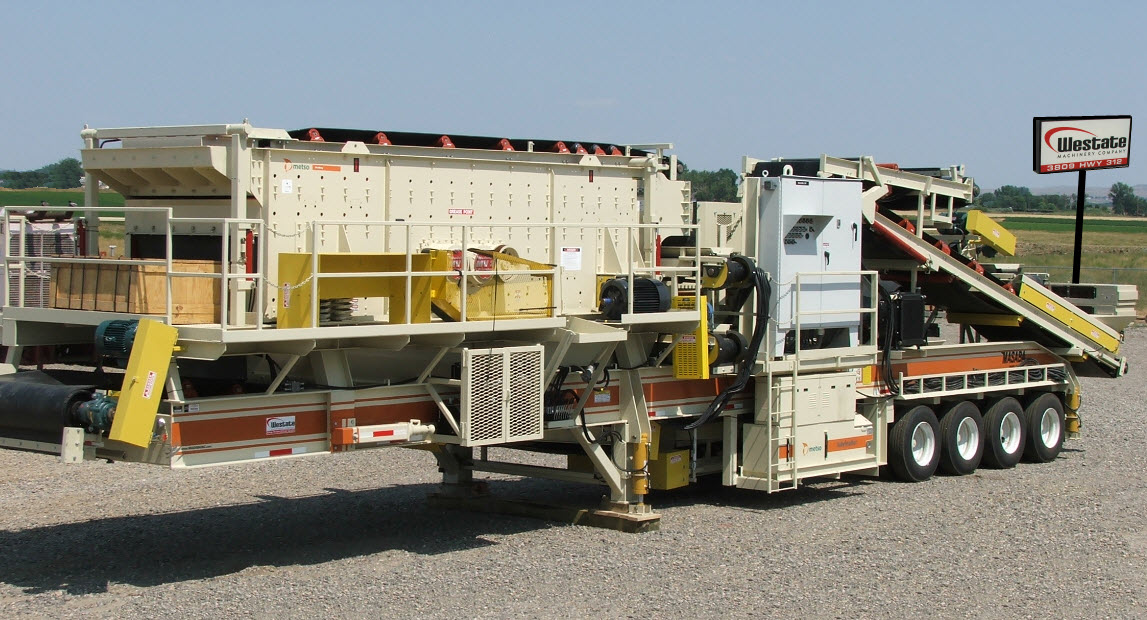
Mobilt krossverk.
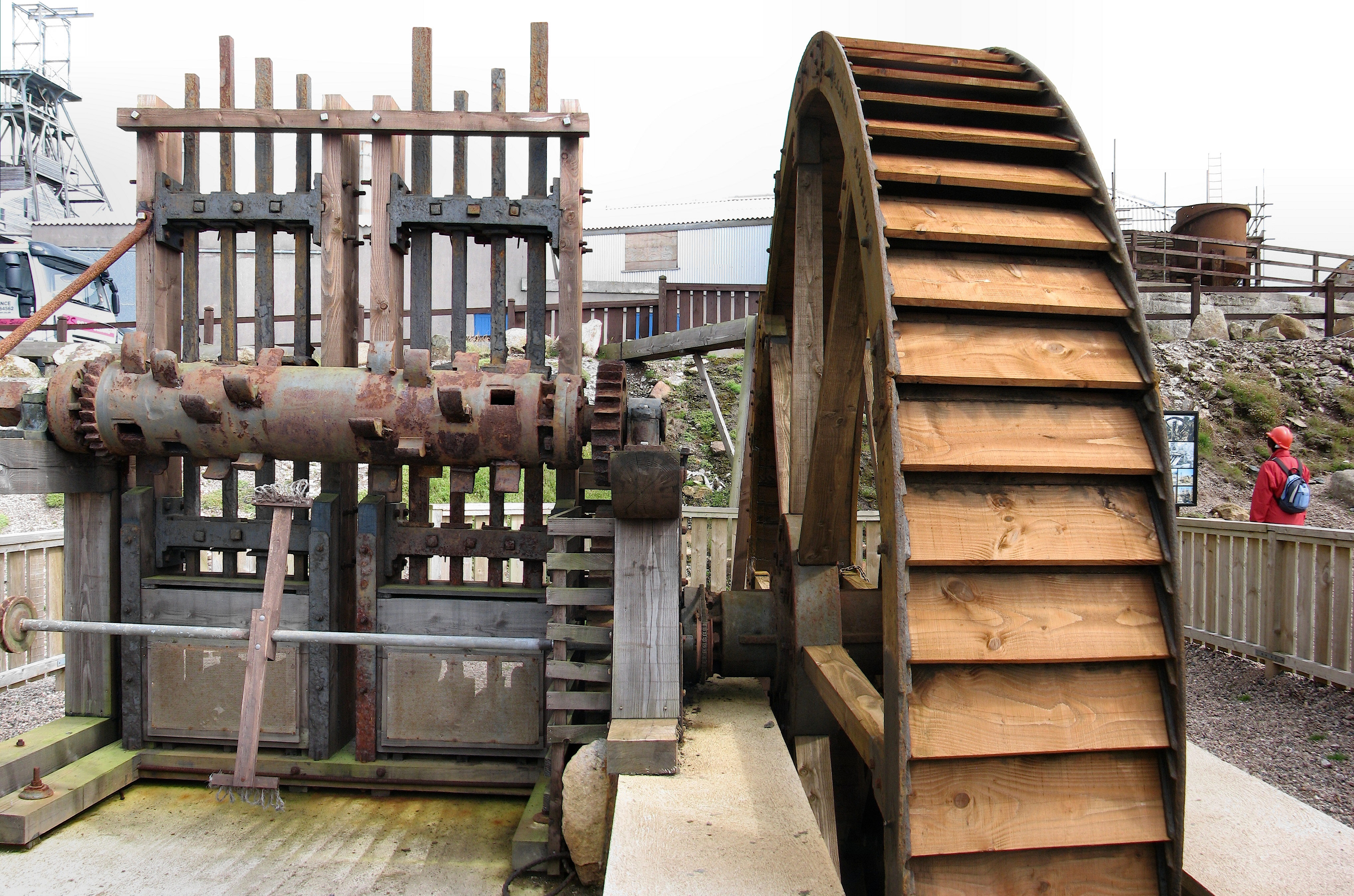
Ett krossverk för tennmalm.
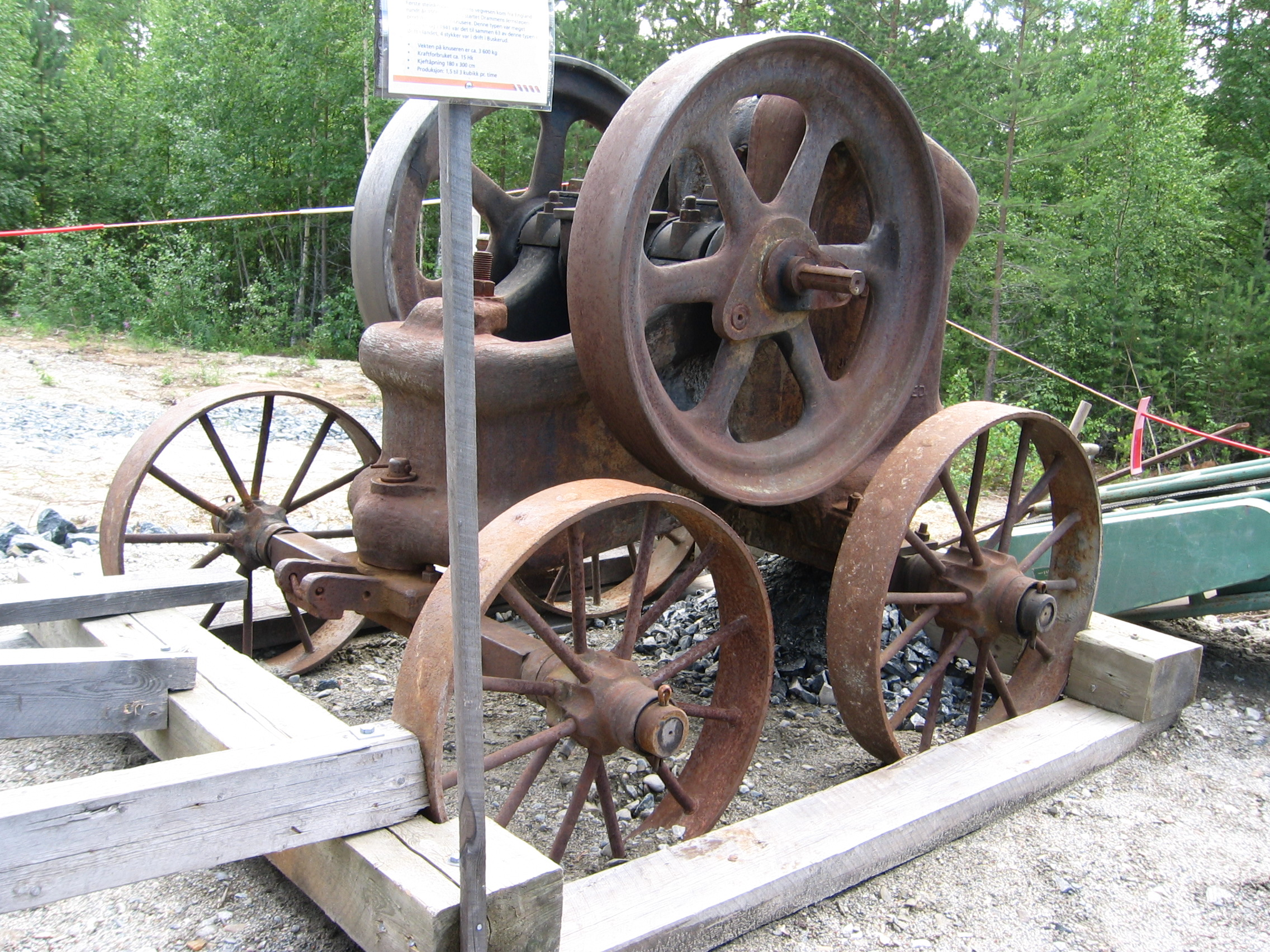
Mobilt krossverk från tidigt 1900-tal.
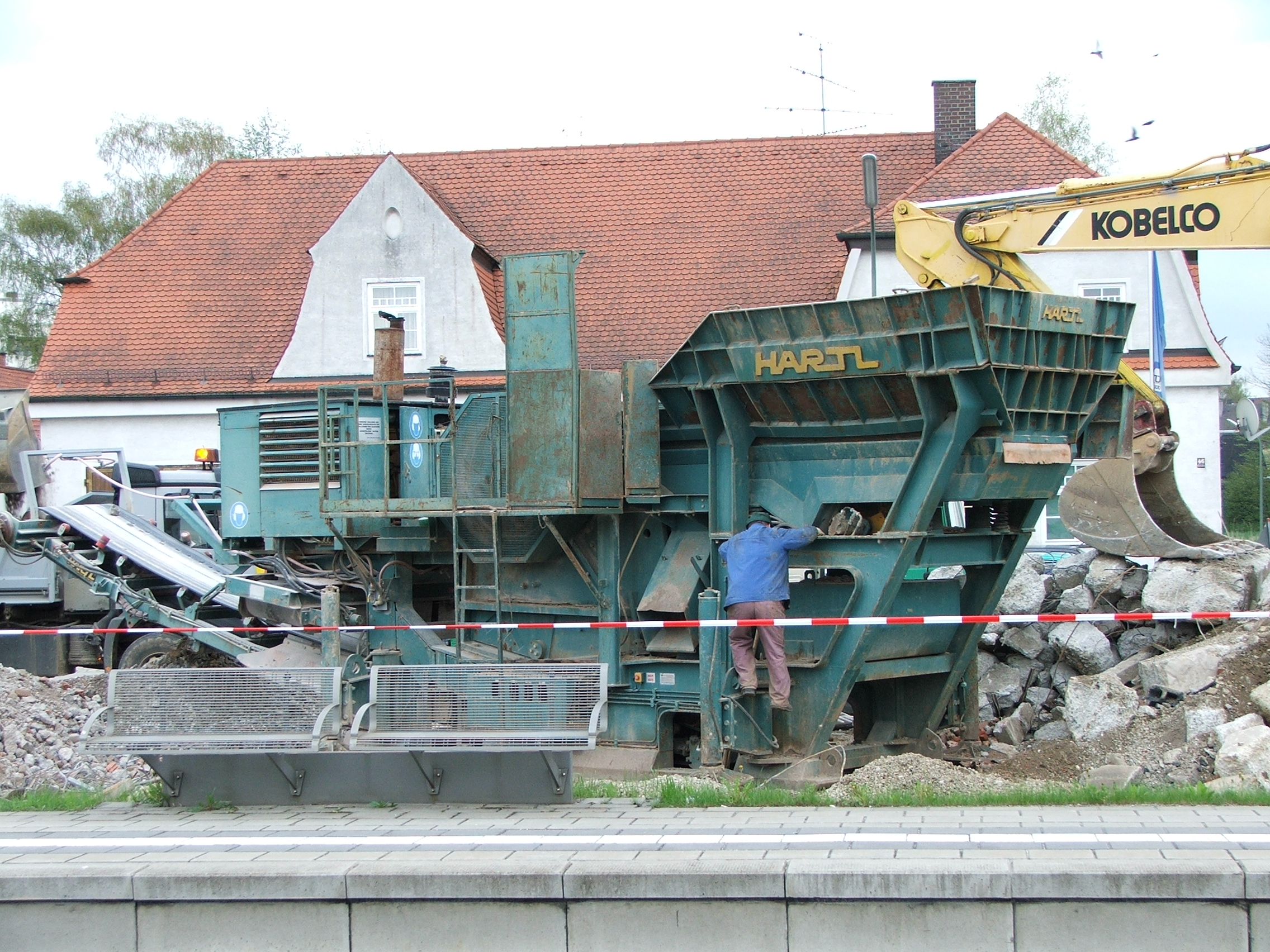
Mobilt krossverk
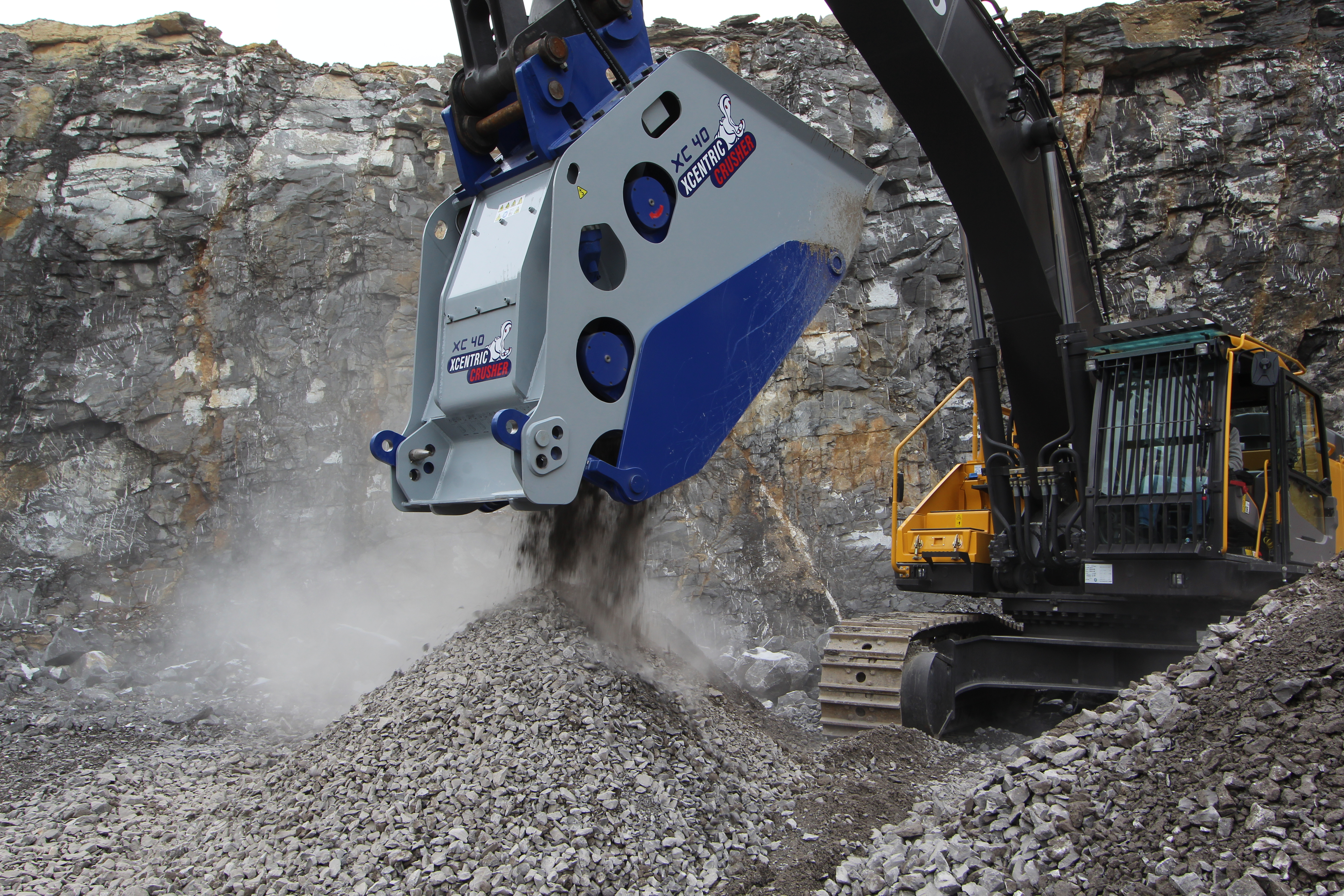
En grävmaskin försedd med ett krossverk.